# Cefeida tipus II

H-Esquema R que il·lustra la ubicació de les cefeides de població II a la banda d'inestabilitat

Les Cefeides de tipus II són estrelles variables que pulsen amb períodes típicament compresos entre 1 i 50 dies. Són estrelles de la població II: objectes antics, típicament pobres, de baixa massa en metalls (metal·licitat).
Com totes les variables cefeides, els tipus II presenten una relació entre la lluminositat de l'estrella i el període de pulsació, fent-los útils com a candela estàndard per establir distàncies on hi ha poques més dades disponibles
Les cefeides de tipus II de període més llarg i que són més lluminosos, s'han detectat més enllà del grup local a les galàxies NGC 5128 i NGC 4258.

## Classificació

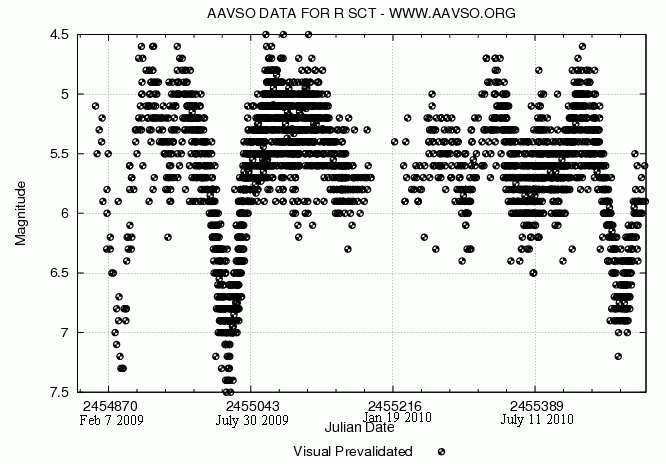
R Scuti Corba de llum (AAVSO)

Històricament, les cefeides de tipus II es van anomenar variables W Virginis, però ara es divideixen en tres subclasses en funció de la durada del seu període. Les estrelles amb períodes entre 1 i 4 dies són de la subclasse BL Herculis i entre 10 i 20 dies pertanyen a la subclasse W Virginis. Els estels amb períodes superiors a 20 dies i que alternen mínims profunds, pertanyen a la subclasse RV Tauri. Les variables Tauri RV normalment es classifiquen per un període formal des del mínim profund fins al mínim profund, per tant, 40 dies o més.
Les divisions entre els tipus no sempre són clares ni consensuades. Per exemple, la línia de divisió entre els tipus BL Her i W Vir se cita entre 4 i 10 dies, sense divisió òbvia entre els dos. Les variables RV Tau poden no tenir mínims alternatius evidents, mentre que algunes estrelles de W Vir sí. No obstant això, es creu que cada tipus representa un estadi evolutiu diferent, amb les seves estrelles BL objectes de nucli d'heli que es creuen des de la branca horitzontal cap a la branca geganta asimptòtica (AGB), les estrelles W Vir escasses d'hidrogen o closca d'heli cremant en un bucle blau, i RV Tau són objectes post-AGB al final o a prop del final de la fusió nuclear
Les estrelles RV Tau mostren, en particular, irregularitats en les seves corbes de llum, amb lentes variacions en la lluentor tant de màximes com de mínimes, variacions en el període, intervals amb poca variació i, de vegades, un desglossament temporal del comportament caòtic. R Scuti té una de les corbes de llum més irregulars.

## Propietats
Les propietats físiques de totes les variables Cefeides de tipus II són molt mal conegudes. Per exemple, s'espera que tinguin masses properes o inferiors a les del sol, però hi ha pocs exemples de masses conegudes fiables.

## Relació període i lluminositat
Les cefeides de tipus II són més baixes que les seves homòlegs clàssiques de cefeides durant un període determinat d'uns 1,6 magnituds Les variables cefeides solen establir la distància al centre Galàctic, grups globulars, i galàxies.

## Exemples
Les cefeides de tipus II no són tan conegudes com les seues homòlogues de tipus I, amb només un parell d'exemples a ull nu. En aquesta llista, el període citat per a les variables RV Tauri és l'interval entre els mínims profunds successius, per tant el doble del període comparable per a la resta de subtipus.